# Mycenastrum
Mycenastrum é um gênero de fungos da família Agaricaceae. O gênero é monotípico, contendo uma única espécie amplamente distribuída, Mycenastrum corium.
Os corpos frutíferos variam de esféricos a em forma de nabo, com um diâmetro de 6 a 24 cm. Inicialmente cobertos por uma camada espessa, feltrada e esbranquiçada, os fungos desenvolvem uma pele característica perídio com o envelhecimento. À medida que os esporos amadurecem, a gleba torna-se primeiro amarelada e depois marrom-arroxeada. Os esporos são liberados quando o perídio eventualmente se divide em seções de formato irregular. Microscopicamente, a gleba é composta por esporos esféricos, marrom-escuros, com protuberâncias arredondadas em suas superfícies, e capilícios — massas de fibras intricadamente ramificadas — que formam espinhos longos semelhantes a espinhos.
O fungo cresce no solo ou sob a superfície em habitats de pradarias ou desertos. Embora amplamente distribuída, não é comumente encontrada. É uma espécie ameaçada na Europa. Quando a massa de esporos interna (a gleba) está firme e branca, o fungo é comestível, embora algumas pessoas possam apresentar leves sintomas de doenças gastrointestinais após consumi-lo.

## Taxonomia
A espécie foi originalmente descrita em 1805 como Lycoperdon corium no segundo volume de Flore Française, de Augustin Pyrame de Candolle e Jean-Baptiste de Lamarck. Eles atribuíram a autoria ao botânico francês Louis Ben Guersent, que a descobriu em um campo de alfafa entre a cidade de La Sotte e Ruão, no norte da França. Sinônimos incluem Scleroderma corium, publicado por Arthur Harmount Graves em 1830, e Steerbekia corium, publicado por Elias Magnus Fries em 1849. A espécie recebeu seu nome atual por Nicaise Augustin Desvaux em 1842, que criou o gênero Mycenastrum para abrigá-la. Sinônimos genéricos incluem Endonevrum, de Vassilii Czernajew [en] em 1845, e Pachyderma, de Stephan Schulzer von Müggenburg [en] em 1876.
Em 1948, Sanford Myron Zeller [en] criou a nova família Mycenastraceae, incluindo Mycenastrum como gênero-tipo e Bovista. Um estudo de filogenética molecular de 2001 confirmou a inclusão de Mycenastrum corium na ordem Lycoperdales, onde era tradicionalmente classificado. Em uma análise cladística mais recente (2008), Mycenastrum foi mostrado como um grupo irmão da família Lycoperdaceae; os autores Larsson e Jeppson concordaram com a decisão de Zeller (1949) e Pilat (1958) de considerar Mycenastrum como um gênero monotípico na família separada Mycenastraceae. Apesar disso, várias autoridades taxonômicas preferem incorporar Mycenastraceae na família Agaricaceae.
É comumente conhecida em inglês como "leathery puffball", "tough puffball" ou "giant pasture puffball".
María Homrich e Jorge Eduardo Wright [en] publicaram a variedade M. corium var. diabolicum em 1973, na América do Sul. A subespécie M. corium subsp. ferrugineum foi descrita em 2005 no condado de Jefferson, Colorado, por Orson Knapp Miller.

### Espécies antigas deMycenastrum
A maioria das espécies historicamente nomeadas como Mycenastrum foi transferida para outros gêneros, geralmente Scleroderma, mas também Glyptoderma [en], Bovista e Gastropila [en]. Muitas, incluindo aquelas que não foram reclassificadas, são pouco conhecidas; a autoridade nomenclatural Index Fungorum considera apenas quatro dessas antigas espécies de Mycenastrum como válidas atualmente: Bovista bovistoides, Bovista lycoperdoides, Gastropila fragilis e Glyptoderma coelatum.
| Nome                          | Autoridade               | Ano  | Nome atual                |
| ----------------------------- | ------------------------ | ---- | ------------------------- |
| M. beccarii                   | Pass.                    | 1875 | Scleroderma beccarii      |
| M. bovistoides                | Cooke & Massee           | 1887 | Bovista bovistoides       |
| M. chilense                   | Mont.                    | 1843 |                           |
| M. coelatum                   | Pat.                     | 1899 | Glyptoderma coelatum [en] |
| M. dugesii                    | De Seynes                | 1886 |                           |
| M. fragile                    | Lév.                     | 1844 | Gastropila fragilis       |
| M. leiospermum                | Mont.                    | 1847 |                           |
| M. leptodermeum               | Durieu                   | 1848 | Scleroderma leptodermeum  |
| M. lycoperdoides              | Cooke                    | 1884 | Bovista lycoperdoides     |
| M. martinicense               | Pat.                     | 1902 | Scleroderma martinicense  |
| M. ohiense                    | Ellis [en] & Morgan [en] | 1885 | Lycoperdon radicatum [en] |
| M. olivaceum                  | Cooke & Massee           | 1887 | Scleroderma olivaceum     |
| M. oregonense                 | Ellis [en] & Everh. [en] | 1885 | Bovista pila              |
| M. phaeotrichum               | Berk.                    | 1843 | Scleroderma phaeotrichum  |
| M. phaeotrichum var. australe | Berk.                    | 1845 |                           |
| M. radicatum                  | Durieu                   | 1849 | Scleroderma radicatum     |
| M. spinulosum                 | Peck                     | 1881 |                           |

## Descrição

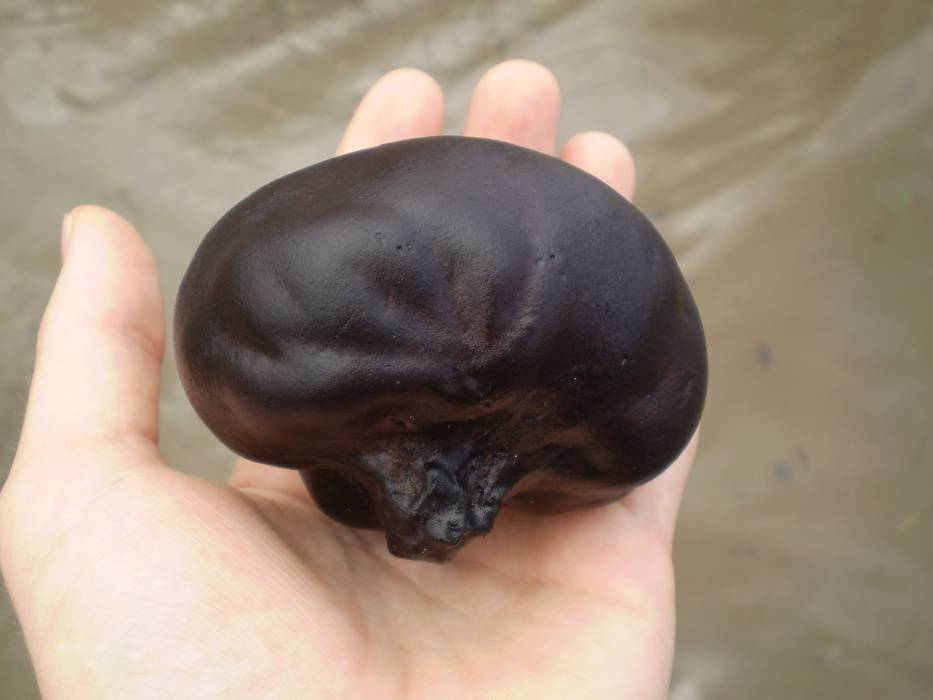
Fungos de Mycenastrum que crescem sob o solo têm uma superfície lisa, de cor marrom-chocolate, sem as manchas características das versões acima do solo

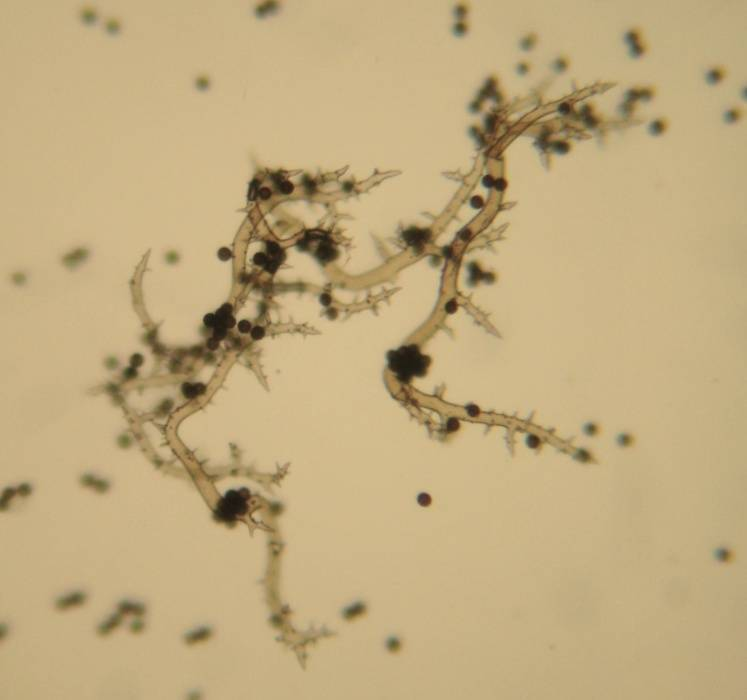
Os capilícios espinhosos característicos

A gleba é branca quando jovem, com aparência e consistência de queijo. À medida que amadurece, passa por um processo lítico envolvendo perda de água. Subsequentemente, a gleba torna-se verde-oliva, marrom-oliva e, finalmente, oliva-escura quando seca, desenvolvendo um odor pungente característico.
O corpo frutífero geralmente cresce até um diâmetro de 6 a 15 cm, embora extremos de 3 cm e 27 cm tenham sido relatados. Sua forma varia de aproximadamente esférica a obovada (em forma de ovo) ou piriforme (em forma de pera), às vezes enrugada ao redor de um tufo de micélio fibroso e persistente. O fungo é inicialmente coberto por uma camada espessa, feltrada e esbranquiçada (o exoperídio). Esta camada é contínua no início, mas eventualmente racha e se desprende em flocos finos, expondo uma superfície coriácea a cortiçosa, quase lisa, de marrom-claro a marrom-rosado escuro. Essa camada resistente de tecido (o endoperídio) tem cerca de 2 mm de espessura e envolve a gleba.
Corpos frutíferos que crescem sob o solo apresentam uma morfologia significativamente diferente — uma superfície lisa, de cor marrom-chocolate, sem as manchas características dos corpos frutíferos acima do solo, e seus capilícios são bifurcados com espinhos curtos. O odor e o sabor da espécie foram descritos como pungentes ou terrosos, com um sabor adstringente. Seus esporos são esféricos, medindo 8 a 13 μm, e possuem uma superfície com "verrugas" irregulares e grosseiras. Os capilícios são compostos por células de parede espessas que amadurecem tardiamente na gleba. Os eixos principais dessas células ramificadas têm 20 a 30 μm de espessura e são cobertos por numerosos espinhos.
Mycenastrum corium subsp. ferrugineum tem uma gleba vermelho-ferrugem a laranja-avermelhada, distinguindo-se claramente da coloração da gleba da subespécie principal. M. corium var. diabolicum possui um capilício extremamente espinhoso.

### Maturação do fungo

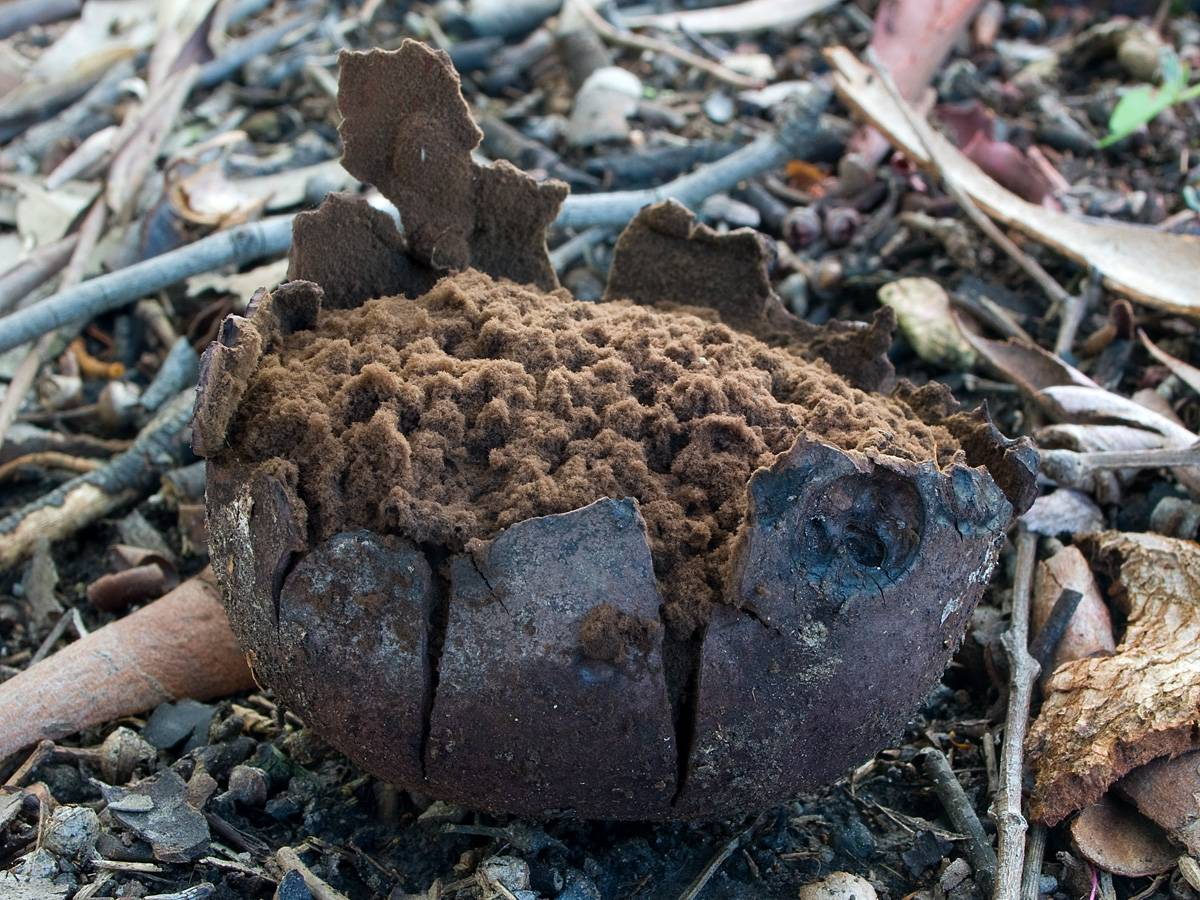
Corpo frutífero maduro encontrado na Austrália

A forma como o fungo se abre foi descrita pelo micologista americano do século XIX William Henry Long [en]. O perídio espesso e coriáceo do fungo maduro permanece fechado por vários meses sem se dividir. Após vários ciclos alternados de umedecimento e secagem, fissuras se desenvolvem no topo. Essas fissuras geralmente irradiam de um centro comum próximo ao topo do corpo frutífero e, finalmente, produzem dentes irregulares em forma de estrela. Com o tempo, toda a metade superior do fungo fica aberta e exposta durante o tempo seco. Nesse estado, os esporos são soprados pelo vento e amplamente distribuídos.
A cada período chuvoso, o fungo se fecha rapidamente, reabrindo quando o tempo seco retorna. A cada abertura e fechamento alternados, o perídio se divide cada vez mais, até finalmente se expandir em uma forma plana ou até mesmo se curvar para trás. No fungo, a camada externa do perídio é composta por células organizadas de modo que, quando úmidas, absorvem água e se expandem, fechando o topo do fungo. Ao secar, essas células externas perdem água e encolhem gradualmente, produzindo uma tensão desigual entre as células externas e internas do perídio. Essa tensão faz com que os pedaços irregulares em forma de estrela do perídio se separem gradualmente e se curvem para fora, abrindo o topo do fungo durante o tempo seco.

## Distribuição, habitat e ecologia
O fungo é amplamente distribuído, tendo sido registrado na África (Zimbábue), Ásia (China, Índia, Irã, Mongólia, e Iêmen), América do Sul (Argentina, Chile e Uruguai), América do Norte, Austrália e Nova Zelândia. Na Europa, é encontrado no sul da Escandinávia e é comum ao sul do continente. Embora tenha sido relatado na Escócia em 2010 (sua primeira aparição no continente britânico), o habitat de pastagem onde foi encontrado tornou-se fortemente erodido, podendo ser inadequado para futuras aparições da espécie. Mycenastrum corium é uma espécie ameaçada na Europa, sendo listada como vulnerável na Lista Vermelha Regional da Polônia. Na América do Norte, é mais comum nas regiões ocidentais dos Estados Unidos e Canadá, mas também foi registrada no leste do Canadá. Pouco conhecida no México, foi registrada na Baixa California, Chihuahua, Nuevo León, San Luis Potosí, Sonora, e Cidade do México. A variedade M. corium var. diabolicum ocorre na África Subsaariana, Ásia tropical, Caribe e América do Sul.
Mycenastrum corium é uma espécie saprófita, consumindo detritos orgânicos mortos. Geralmente é encontrada frutificando no solo, isoladamente, espalhada, em anéis ou em aglomerados, mas também pode crescer subterraneamente. A frutificação ocorre em baixas elevações em grupos em habitats abertos dominados por Artemisia e Atriplex, ou em áreas úmidas gramadas ou arbustivas em pradarias secas. Outros habitats relatados incluem velhos montes de feno, em silagem e margens de estradas. Corpos frutíferos maduros podem se soltar do substrato e serem rolados pelo vento, semelhante a alguns fungos de Bovista. Embora a espécie não seja frequentemente encontrada, sugere-se que isso ocorra porque cresce em locais "raramente visitados por micologistas". M. corium pode ser uma espécie bioindicadora útil para mudanças climáticas.
A grande ave europeia abetarda-comum (Otis tarda) foi registrada se alimentando do fungo.

## Usos
O fungo é comestível quando a gleba está firme e branca. É relatado como consumido por povos tribais de Madia Pradexe. No México, uma grande coleta foi consumida por várias pessoas que confundiram a espécie com Calvatia [en], um gênero de fungos que contém membros comestíveis populares. Dos cinco que consumiram o fungo, dois apresentaram sintomas de doenças gastrointestinais como dor de estômago, flatulência e diarreia; os outros três não apresentaram sintomas.
Devido ao seu perídio externo espesso, os fungos de M. corium podem suportar impactos fortes sem quebrar, e crianças os usaram como substitutos de bolas. Os fungos também foram usados medicinalmente no México como anti-hemorrágico, como tônico para garganta e pulmões, e por suas supostas propriedades anti-inflamatórias.